# Polk (Metro de Chicago)
Polk es una estación en la línea Rosa del Metro de Chicago. La estación se encuentra localizada en 1713 West Polk Street en Chicago, Illinois. La estación Polk fue inaugurada el 28 de abril de 1896.  La Autoridad de Tránsito de Chicago es la encargada por el mantenimiento y administración de la estación.

## Descripción
La estación Polk cuenta con 2 plataformas laterales y 2 vías. 

## Conexiones
La estación es abastecida por las siguientes conexiones de autobuses: 
- Rutas del CTA Buses:#7 Harrison #157 Streeterville/Taylor 
Pace Buses: #755 Plainfield-IMD Express